# Politique fondée sur les preuves
 (mars 2024).
La mise en forme du texte ne suit pas les recommandations de Wikipédia : il faut le « wikifier ».
Les points d'amélioration suivants sont les cas les plus fréquents. Le détail des points à revoir est peut-être précisé sur la page de discussion.
- Les titres sont pré-formatés par le logiciel. Ils ne sont ni en capitales, ni en gras.
- Le texte ne doit pas être écrit en capitales (les noms de famille non plus), ni en gras, ni en italique, ni en « petit »…
- Le gras n'est utilisé que pour surligner le titre de l'article dans l'introduction, une seule fois.
- L'italique est rarement utilisé : mots en langue étrangère, titres d'œuvres, noms de bateaux, etc.
- Les citations ne sont pas en italique mais en corps de texte normal. Elles sont entourées par des guillemets français : « et ».
- Les listes à puces sont à éviter, des paragraphes rédigés étant largement préférés. Les tableaux sont à réserver à la présentation de données structurées (résultats, etc.).
- Les appels de note de bas de page (petits chiffres en exposant, introduits par l'outil «  Source ») sont à placer entre la fin de phrase et le point final[comme ça].
- Les liens internes (vers d'autres articles de Wikipédia) sont à choisir avec parcimonie. Créez des liens vers des articles approfondissant le sujet. Les termes génériques sans rapport avec le sujet sont à éviter, ainsi que les répétitions de liens vers un même terme.
- Les liens externes sont à placer uniquement dans une section « Liens externes », à la fin de l'article. Ces liens sont à choisir avec parcimonie suivant les règles définies. Si un lien sert de source à l'article, son insertion dans le texte est à faire par les notes de bas de page.
- La présentation des références doit suivre les conventions bibliographiques. Il est recommandé d'utiliser les modèles {{Ouvrage}}, {{Chapitre}}, {{Article}}, {{Lien web}} et/ou {{Bibliographie}}. Le mode d'édition visuel peut mettre en forme automatiquement les références.
- Insérer une infobox (cadre d'informations à droite) n'est pas obligatoire pour parachever la mise en page.

Pour une aide détaillée, merci de consulter Aide:Wikification.
Si vous pensez que ces points ont été résolus, vous pouvez retirer ce bandeau et améliorer la mise en forme d'un autre article.
 (mars 2024).
Le contenu est difficilement compréhensible vu les erreurs de traduction, qui sont peut-être dues à l'utilisation d'un logiciel de traduction automatique.
La politique fondée sur les preuves (également connue sous le nom de politique basée sur des preuves, ou Evidence-based policy en anglais) est un concept de politique publique qui préconise que les décisions politiques soient fondées ou influencées par des preuves objectives rigoureusement établies. Ce concept présente un contraste frappant avec l'élaboration de politiques fondées sur l'idéologie, le « bon sens », les anecdotes ou les intuitions personnelles. La méthodologie employée dans les politiques fondées  sur les preuves comprend souvent des méthodes de recherche complètes telles que les essais contrôlés randomisés (ECR). Des données de qualité, des compétences analytiques et un soutien politique à l’utilisation des informations scientifiques sont généralement considérés comme les éléments cruciaux d’une approche fondée  sur les preuves.
Une personne ou une organisation est en droit d'affirmer qu'une politique spécifique est fondée sur les preuves si, et seulement si, trois conditions sont remplies. Premièrement, l’individu ou l’organisation possède des preuves comparatives sur les effets d’une politique spécifique par rapport aux effets d’au moins une politique alternative. Deuxièmement, la politique spécifique est étayée par ces preuves en fonction d'au moins une des préférences de l'individu ou de l'organisation dans le domaine politique donné. Troisièmement, l'individu ou l'organisation peut justifier ce soutien en expliquant les preuves et les préférences qui sont à la base de l'affirmation.
Alors que les partisans d'une politique fondée sur les preuves ont identifié certains types de preuves, telles que des méthodes d'évaluation scientifiquement rigoureuses comme les essais contrôlés randomisés, comme optimaux à prendre en compte par les décideurs politiques, d'autres soutiennent que certains domaines pertinents pour les politiques ne sont pas bien informés par des recherches quantitatives. Cette divergence a suscité des débats sur les types de preuves qui devraient être utilisées. Par exemple, les politiques concernant les droits de l’homme, l’acceptabilité publique, ou la justice sociale peuvent nécessiter des formes de preuves différentes de celles fournies par les essais contrôlés randomisés. En outre, l’évaluation d’une politique exige souvent un raisonnement philosophique moral en plus de l’évaluation des effets de l’intervention, que les essais randomisés visent principalement à fournir.

## Méthodologie
Les politiques fondées sur les preuves emploient diverses méthodologies, mais elles partagent toutes les caractéristiques suivantes :
- Tester une théorie expliquant pourquoi la politique sera efficace et quels seront les impacts de la politique si elle réussit.
- Inclure une analyse contrefactuelle : une analyse de ce qui se serait passé si la politique n’avait pas été mise en œuvre.
- Intégrer une certaine mesure de l’impact.
- Examiner à la fois les effets directs et indirects qui se produisent en raison de la politique.
- Identifier les incertitudes et contrôler les influences externes à la politique qui peuvent affecter le résultat.
- Pouvoir être testées et répliquées par un tiers[réf. nécessaire].

La méthodologie utilisée dans les politiques fondées sur des preuves s’aligne sur le cadre coûts-avantages. Elle est conçue pour estimer le gain net si la politique est mise en œuvre. En raison de la difficulté à quantifier certains effets et résultats de la politique, l'accent est mis principalement sur la question de savoir si les avantages l'emportent sur les coûts, plutôt que sur l'attribution de valeurs spécifiques.

## Types de preuves dans l’élaboration de politiques fondées sur des preuves
Différents types de données peuvent être considérés comme des éléments probants dans le cadre de l'élaboration de politiques fondées sur les preuves. La méthode scientifique organise ces données en tests pour valider ou remettre en question des croyances ou des hypothèses spécifiques. Les résultats de divers tests peuvent avoir divers degrés de crédibilité au sein de la communauté scientifique, influencés par des facteurs tels que le type d'expérience en aveugle (en aveugle ou en double aveugle), la taille de l'échantillon et la réplication. Les partisans d'une politique fondée sur les preuves s'efforcent d'aligner les besoins sociétaux avec les résultats que la méthode scientifique indique comme les plus probables.

### Preuve quantitative
Les preuves quantitatives pour l’élaboration des politiques comprennent des données numériques provenant de revues à comité de lecture, de systèmes de surveillance publique ou de programmes individuels. Des données quantitatives peuvent également être collectées par le gouvernement ou les décideurs politiques eux-mêmes au moyen d’enquêtes. La médecine fondée sur les preuves et les constructions de politiques de santé publique fondées sur des preuves utilisent largement des preuves quantitatives.

### Preuve qualitative
Les données qualitatives comprennent les données non numériques recueillies par des méthodes telles que les observations, les entretiens ou les groupes de discussion. Elles sont souvent utilisées pour rédiger des récits convaincants afin d'influencer les décideurs. La distinction entre données qualitatives et quantitatives n’implique pas de hiérarchie. Les deux types de preuves peuvent être efficaces dans différents contextes. L’élaboration des politiques implique souvent une combinaison de données qualitatives et quantitatives.

## Critiques
La politique fondée sur les preuves a fait l’objet de plusieurs critiques. Paul Cairney, professeur de politique et de politique publique à l'Université de Stirling en Écosse, affirme que les partisans de cette approche sous-estiment souvent la complexité de l'élaboration des politiques et se méprennent sur la manière dont les décisions politiques sont généralement prises. Nancy Cartwright et Jeremy Hardie remettent en question l'importance accordée aux essais contrôlés randomisés (ECR), estimant que les données issues de ces essais ne sont pas toujours suffisantes pour prendre des décisions. Ils suggèrent que l'application de preuves expérimentales à un contexte politique nécessite une compréhension des conditions présentes dans le cadre expérimental, et l'affirmation que ces conditions existent également dans l'environnement cible de l'intervention proposée. En outre, ils affirment que la priorité accordée aux essais contrôlés randomisés pourrait conduire à la critique d'une politique fondée sur des données probantes trop axée sur des "interventions" étroitement définies, ce qui implique des actions chirurgicales sur un seul facteur causal pour influencer son effet.
Le concept d'intervention au sein du mouvement politique fondé sur les preuves s'aligne sur la théorie interventionniste de la causalité de James Woodward. Toutefois, l’élaboration des politiques implique également d’autres types de décisions, telles que les réformes institutionnelles et les actions prédictives. Ces autres formes de prise de décision fondée sur les preuves ne nécessitent pas la preuve d’une relation causale invariante dans le cadre de l'intervention. Par conséquent, les preuves du mécanismes d'action et les études observationnelles sont souvent suffisantes pour mettre en œuvre des réformes institutionnelles et des actions qui ne modifient pas les causes d’une allégation causale.
En outre, il a été rapporté que des fonctionnaires de première ligne, tels que des directeurs d'hôpitaux, ont pris des décisions préjudiciables aux soins des patients afin d'atteindre des objectifs prédéterminés. Cet argument a été présenté par le professeur Jerry Muller de l'Université catholique d'Amérique dans son livre The Tyranny of Metrics.